# Travanca (Amarante)
Travanca es una freguesia portuguesa del concelho de Amarante, con 8,25 km² de superficie y 2.502 habitantes (2001). Su densidad de población es de 303,3 hab/km².